# Vierge à l'Enfant avec le jeune Jean-Baptiste
La Vierge à l'Enfant avec le jeune Jean-Baptiste (en italien : Madonna col Bambino e san Giovannino) est une peinture à l'huile sur panneau de bois datant de 1514 réalisée par le peintre allemand de la Renaissance Lucas Cranach l'Ancien, et conservée à la Galerie des Offices de Florence depuis 2001.

## Histoire et description
L'œuvre se trouvait à l'origine dans la Chartreuse de Galluzzo, en dehors de la ville de Florence. Bien que volé en 1973, il a été retrouvé en 2001.
Il s'agit d'une Vierge à l'Enfant typique, inspirée de Raphaël. La Vierge est représentée au-dessus d'un fond rocheux avec un ciel clair, tenant l'Enfant Jésus et le montrant à l'observateur. À l'instar de La Madone Terranuova de Raphaël, l'Enfant et le jeune Jean-Baptiste interagissent par leurs gestes et leurs regards.
Les couleurs vives, les figures dominantes et la composition sont typiques de la peinture italienne de la Renaissance, bien connue de Cranach.

## Sources
- Gloria Fossi, Uffizi, Florence, Giunti, 2004

- (en) Cet article est partiellement ou en totalité issu de l’article de Wikipédia en anglais intitulé « Madonna with Child with Young John the Baptist (Cranach) » (voir la liste des auteurs).